# Holden HZ
De Holden HZ was de laatste in de rij van Holdens series die begonnen met de Holden HQ. Nog tijdens de productie van de HZ begon een nieuw tijdperk voor het Australische automerk met de bekende Holden Commodore. Toch betekende de HZ nog een revolutie voor Holden door de introductie van de nieuwe Radial Tuned Suspension (RTS).

## Geschiedenis
Het nieuwe wielophangingssysteem RTS was op alle HZ-modellen geïnstalleerd en betekende een enorme verbetering inzake wegligging en veiligheid. Het RTS-systeem stemde de ophanging af op de radiaalbanden die de modellen nu kregen. Ook kreeg de HZ-serie voor het eerst standaard schijfremmen op de vier wielen. Verder werden ook enkele kleinere ingrepen in het uiterlijk gedaan zoals een hertekend radiatorrooster en een hoger kofferdeksel. Ook het interieur kreeg enkele aanpassingen en een verbeterd instrumentarium.
Het basismodel Belmont werd uit het modellengamma geschrapt en de Holden Kingswood SL werd toegevoegd. De standaard Kingswood werd het nieuwe basismodel dat nauwelijks uitrusting of luxe meekreeg. Tussen de bedrijfsvoertuigen waren nog steeds de Ute en de Panel Van te vinden, beide ook in Sandman-uitvoering. Het topmodel Statesman werd een maand na deze modellen geïntroduceerd.
De HZ-serie bleef tot 1980 in productie en was de laatste grote full size Holden tot de Holden VN-serie in 1988. Eind 1978 werden de opvolgers van de HZ al gelanceerd: de Holden VB Commodore, een kleiner model gebaseerd op de Duitse Opel Commodore, voor de Kingswood en de Premier, en de Holden WB-serie voor de grotere Statesman en de Ute/Panel Van.

## Modellen
Voor de modelcodes staat de eerste code voor het model en de tweede voor het optiepakket.
- Okt 1977: (HZ 8WN69) Holden Kingswood Sedan
- Okt 1977: (HZ 8WN69) Holden Kingswood SL Sedan
- Okt 1977: (HZ 8WP69) Holden Premier Sedan
- Okt 1977: (HZ 8WN35 A9K) Holden Kingswood Wagon
- Okt 1977: (HZ 8WN35) Holden Kingswood SL Wagon
- Okt 1977: (HZ 8WP35) Holden Premier Wagon
- Okt 1977: (HZ 8WQ69) Holden Monaro GTS Sedan
- Okt 1977: (HZ 8WM80) Holden Utility
- Okt 1977: (HZ 8WN80) Holden Kingswood Utility
- Okt 1977: (HZ 8WM80 XX7/XU3) Holden Sandman Utility
- Okt 1977: (HZ 8WM70) Holden Panel Van
- Okt 1977: (HZ 8WN70) Holden Kingswood Panel Van
- Okt 1977: (HZ 8WM70 XX7/XU3) Holden Sandman Van
- Okt 1977: (HZ 8WM60) Cab Chassis
- Nov 1977: (HZ 8WS69) Holden Statesman DeVille
- Nov 1977: (HZ 8WT69) Holden Statesman Caprice
- Okt 1978: (HZ 8WN35 XW4) Holden Kingswood Vacationer Wagon
- Jul 1979: (HZ 8WT69 V7J) Holden Statesman SL/E

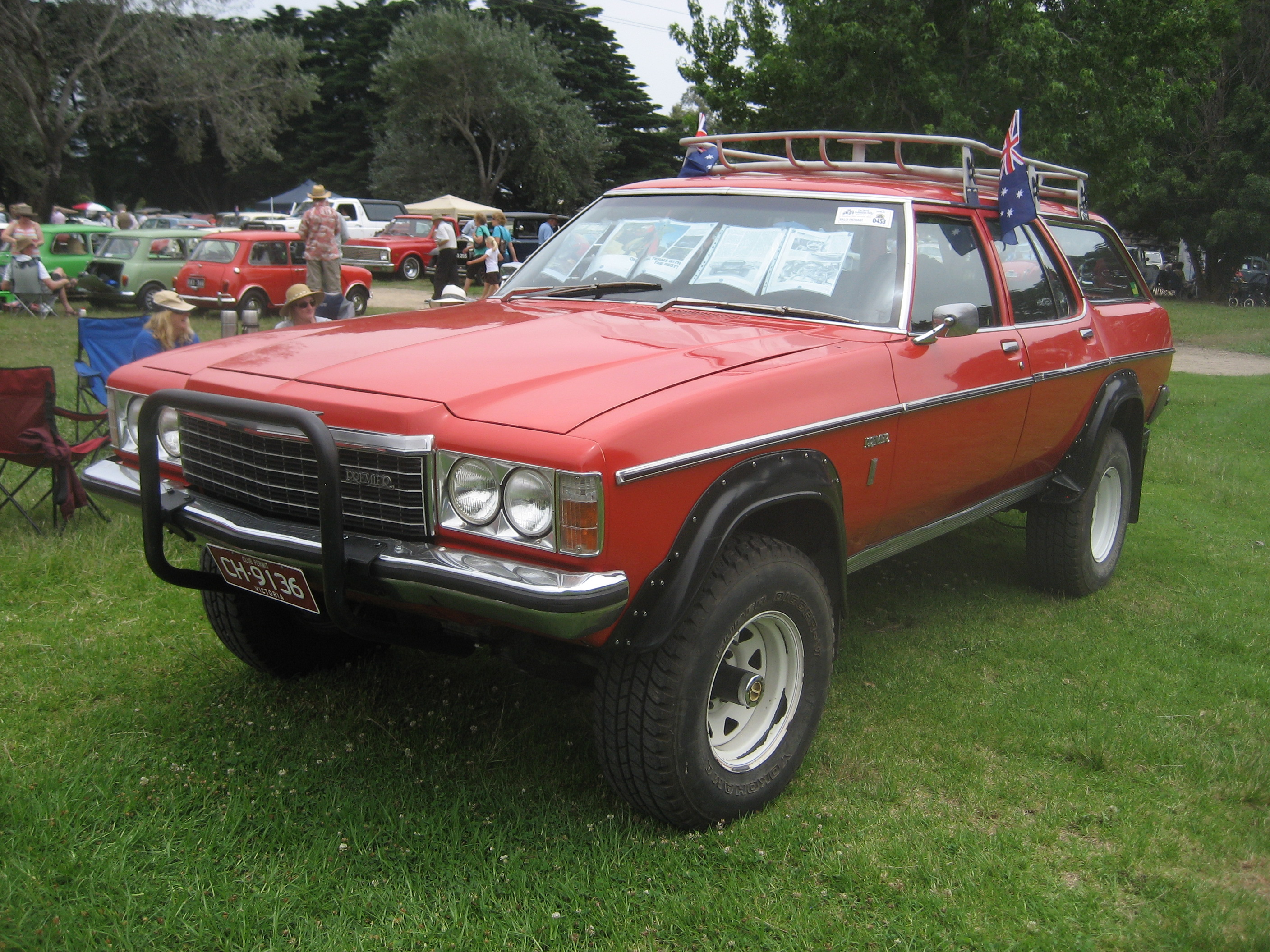
Holden HZ Overlander
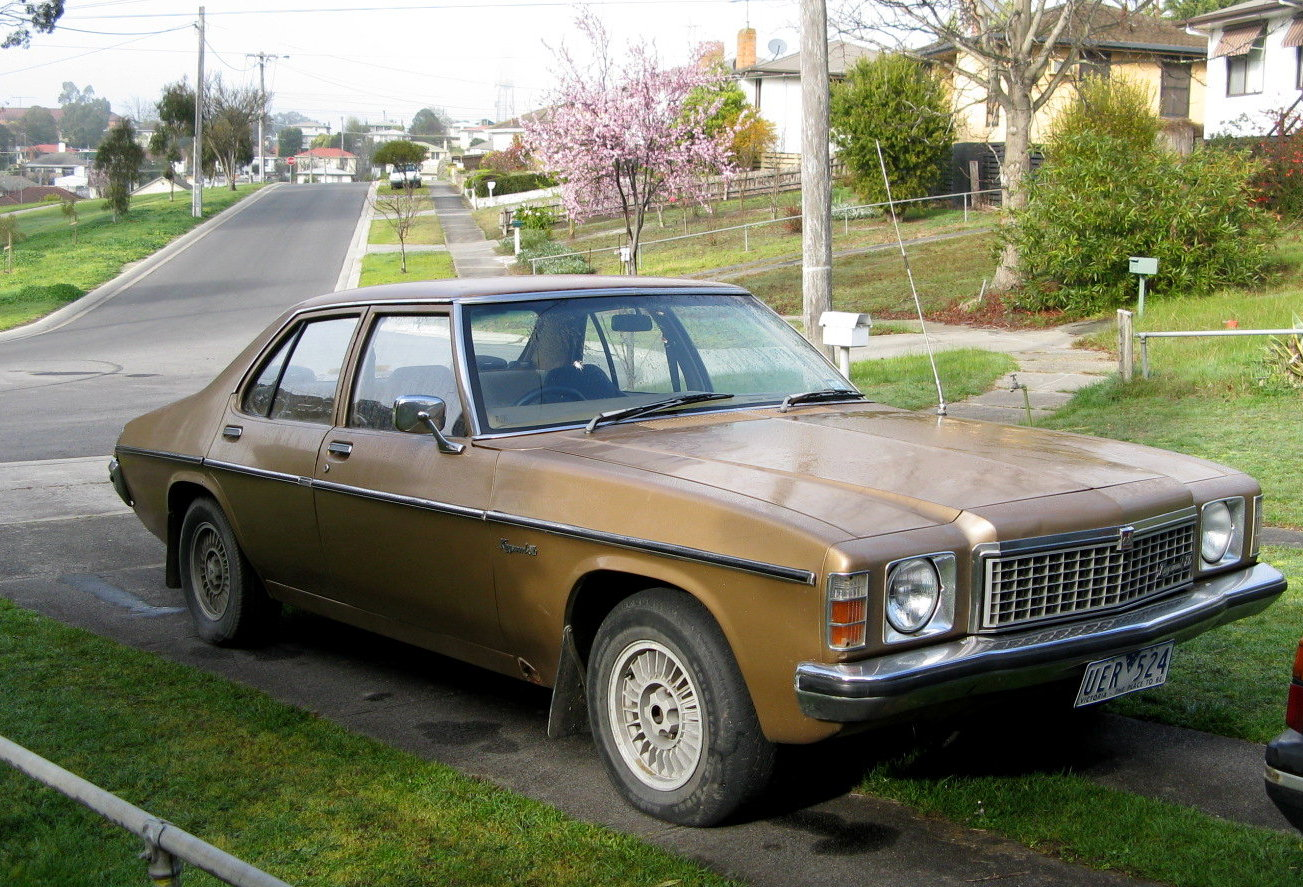
Holden HZ Kingswood